# Plac Wilsona (métro de Varsovie)
Plac Wilsona (français: Place Wilson) est une station de la ligne 1 du métro de Varsovie, située à Varsovie, dans le quartier de Żoliborz. Inaugurée le 8 avril 2005, la station permet de desservir les rues Juliusza Słowackiego, Mickiewicz et Krasinski ainsi que la Place Wilson.

## Description

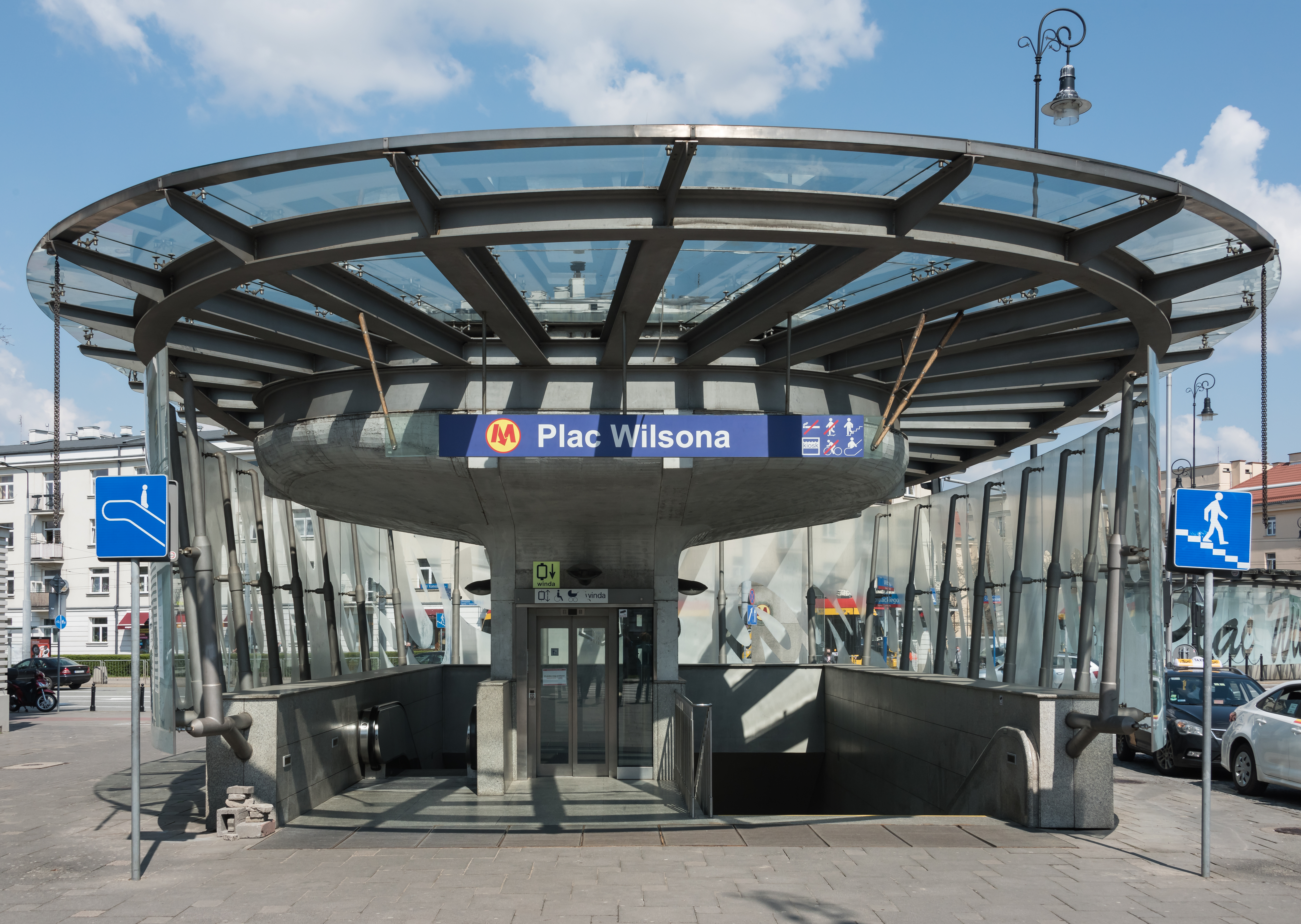
Bouche de métro de la station Plac Wilsona

La station située sur deux étages est d'une largeur de 11 m pour 120 m de long. La station est sur deux étages, les quais se situant à l'étage inférieur. Les voies se trouvent des deux côtés, aux abords gauche et droite de celle-ci. Les couleurs principales de cette station sont le gris et l'argent. Cette station a la particularité d'avoir un dôme qui est exclusive pour le métro de Varsovie, étant la seule station à disposer d'un tel ouvrage architectural et artistique, cette ellipse permet d'illuminer la station et de compenser le bruit du métro. À la surface se trouvent un escalier créé en mosaïque de pierres, des escalators ainsi que des ascensceurs pour les personnes souffrant de handicap, elle dispose également de points de vente de tickets, de toilettes, de guichets automatiques bancaires et d'un défibrillateur.
Cette station est la 16e de la Ligne 1 du métro de Varsovie dans le sens sud-nord, suivie alors de la station Marymont, et est la 6e dans le sens nord-sud, suivie de la station Dworzec Gdański.

## Histoire
Cette station a été baptisée en hommage au 28e Président des États-Unis, Woodrow Wilson qui dans discours dit des Quatorze points de Wilson du 8 janvier 1918 affirme dans son 13e point: «Un État polonais indépendant devra être créé, qui comprendra les territoires habités par des populations indiscutablement polonaises, auxquelles on devra assurer un libre accès à la mer».
Le nom de Commune de Paris (polonais: Plac Komuny Paryskiej) avait été aussi proposé pour cette station, mais les documents et l'usage de courant de Plac Wilsona ont œuvré en faveur de cette dernière appellation qui est devenue définitive en 2013.

## Position sur la Ligne 1 du métro de Varsovie

Position de la station Plac Wilsona (6e en partant du nord) sur la ligne 1.